# Oligosita glabriscutata
Oligosita glabriscutata är en stekelart som beskrevs av Lin 1994. Oligosita glabriscutata ingår i släktet Oligosita och familjen hårstrimsteklar. Inga underarter finns listade i Catalogue of Life.